# Фірсов Вадим Миколайович
Вадим Фірсов (рос. Вадим Николаевич Фирсов; нар. 22 червня 1978, Москва, СРСР) — російський футболіст, півзахисник.

## Життєпис
Футболом почав займатися в дитячих спортшколах «Торпедо», ЦСКА та «Трудових резервів». Першим професійною командою для Фірсова був ФК «Краснознаменськ». Надалі він грав за ряд московських і підмосковних команд та польський «Заглемб'є».
У 2003 році до складу представника Вищої ліги чемпіонату України, клубу «Зірка» (Кіровоград). У футболці кіровоградського клубу дебютував 27 березня 2004 року в нічийному (1:1) домашньому поєдинку 18-го туру вищої ліги чемпіонату України проти сімферопольської «Таврії». Вадим вийшов у стартовому складі, а на 57-й хвилині його замінив Олександр Ковган. Першим та єдиним голом у футболці «Зірки» відзначився 16 травня 2004 року на 90+4-й хвилині переможного (3:0) домашнього поєдинку 25-го туру вищої ліги чемпіонату України проти львівських «Карпат». Фірсов вийшов на поле в стартовому складі та відіграв увесь матч. За кіровоградський клуб у чемпіонаті України провів 12 матчів та забив 1 м'яч. Наступний сезон Фірсов відіграв у Першій українській лізі за луганську «Зорю». У футболці луганської команди дебютував 7 серпня 2004 року в переможному (4:1) виїзному поєдинку 1/32 фіналу кубку України проти армянського «Титану». Вадим вийшов на поле на 65-й хвилині, замінивши Володимира Постолатьєва. У першій лізі за луганчан дебютував 28 серпня 2004 року в переможному (1:0) виїзному поєдинку 5-го туру проти стрийського «Газовика-Скали». Фірсов вийшов на поле в стартовому складі, але на 46-й хвилині був замінений на Андрія Горбаня. У першій лізі в складі луганчан зіграв 24 поєдинки, ще 1 матч у футболці «Зорі» провів у кубку України.
У 2005 році повернувся в Росію, де відіграв декілька сезонів у Першому і Другому дивізіонах. У 2011 році завершив кар'єру, не зігравши жодного матчу за курський «Авангард».